# Reiner Daelen

Reiner Daelen

Reiner Daelen (* 10. Oktober 1813 in Eupen; † 6. Dezember 1887 in Düsseldorf) war ein deutscher Eisenhütten-Ingenieur, Erfinder und -Manager.

## Leben
Daelen erhielt in Belgien eine technische Ausbildung und kam 1831 als Werkführer in die Aachener Neuman & Esser. In der Hüttenindustrie begann er 1840 bei der Firma Eberhard Hoesch & Söhne in Lendersdorf bei Düren zu arbeiten. Im Laufe seiner Tätigkeit beim Hörder Bergwerks- und Hütten-Verein stieg er bis zum Technischen Direktor auf. 1857 trat Daelen dem Verein Deutscher Ingenieure (VDI) und dem Westfälischen Bezirksverein des VDI bei. Er war 1860 Mitbegründer des Technischen Vereins für Eisenhüttenwesen, der später in Verein Deutscher Eisenhüttenleute umbenannt wurde und der Daelen 1880 zum Ehrenvorsitzenden wählte. Von 1862 bis 1864 war er Vorstandsmitglied des VDI. 1864 wurde er Vorstandsmitglied des wiedergegründeten Westfälischen Bezirksvereins des VDI. Sein Sohn Reiner Maria Daelen (1843–1905) wurde ebenfalls ein erfolgreicher Eisenhüttenmann. Ein weiterer Sohn war der Maler und Schriftsteller Eduard Daelen.

## Erfindungen und Neuerungen
- Er entwickelte 1848 das Universalwalzwerk, bei dem die zwei horizontalen Walzen eines Duo-Gerüsts durch zwei vertikale vor- oder nachgestellte Walzen ergänzt werden. Dieses Walzwerk wurde erstmals bei Piepenstock & Co. in Hörde eingesetzt.
- Verfahren zur Herstellung schmiedeeiserner Radscheiben für Eisenbahnräder
- Vorrichtung zur stufenweisen Vermehrung der Umfangsgeschwindigkeit von Drahtwalzen